# Akçadağ (district)
Akçadağ is een Turks district in de provincie Malatya en telt 29.940 inwoners (2007). Het district heeft een oppervlakte van 1187,5 km². Hoofdplaats is Akçadağ.
De bevolkingsontwikkeling van het district is weergegeven in onderstaande tabel.
| 1997   | 2000   | 2007   |
| ------ | ------ | ------ |
| 44.954 | 48.670 | 29.940 |